# 2647 Сова
2647 Сова (2647 Sova) — астероїд головного поясу, відкритий 29 вересня 1980 року.
Тіссеранів параметр щодо Юпітера — 3,617.